# Ten-Eyed Man
Ten-Eyed Man (El Hombre de los 10 Ojos) es un supervillano de DC Comics.

## Historia
Philip Reardon sirvió como veterano en las Fuerzas Especiales de los Estados Unidos en Vietnam hasta que fue dado de baja con honores después de que un fragmento de granada lo alcanzara entre los ojos. Regresó a una vida civil como guardia de un depósito y fue noqueado por ladrones quienes pusieron una bomba para volar el depósito. Cuando Batman llegó a la escena, Reardon se recuperó y su visión estaba borrosa, por lo que confundió a Batman como uno de los ladrones y luchó contra él. Cuando reconoció a Batman, el depósito explotó y las retinas de Reardon se quemaron, lo cual impactó su herida de guerra y lo dejó ciego de ambos ojos de manera permanente.
Un brillante doctor conocido como el Dr. Engstrom reconectó sus nervios ópticos a las puntas de sus dedos, permitiéndole ver a través de estos. Culpando a Batman por lo que sucedió decide tomar venganza bajo la identidad del Ten-Eyed Man (Hombre de los 10 ojos), y debido a sus habilidades únicas fue empleado por personas desconocidas como el único villano valioso para atacar a Man-Bat.
Luchó con Batman en dos ocasiones y en ambas se quedó corto, y solo pudo ser mantenido en una celda de la prisión al mantener sus manos encerradas en una caja especial que lo mantenía ciego día y noche, porque con sus ojos en los dedos, "escapar sería un juego de niños para él."
Murió durante las Crisis en las Tierras Infinitas, y se reportó que fue por petición específica de Marv Wolfman, junto a un listado de personajes a los que deseaba matar primero.
- Datos: Q3549031